# Dreamer (película)
Dreamer —título original en inglés cuya traducción literal es «Soñador»—, conocida en español como Persiguiendo un sueño o En busca de un sueño, es una película estadounidense estrenada el 10 de septiembre de 2005 en el Festival de Cine de Toronto y el 21 de octubre para el público general, bajo la dirección de John Gatins y protagonizada por Kurt Russell y Dakota Fanning.
La película recibió críticas mixtas generalmente positivas de los críticos y ganó $38.741.732 bajo un presupuesto de $ 32 millones. También recibió una nominación a los Premios de la Crítica Cinematográfica a la Mejor Película Familiar. Soñador: Inspirada en una historia real fue lanzada en DVD, Blu-ray y VHS el 21 de marzo de 2006 por Roadshow Entertainment.

## Argumento
Ben Crane es un excelente entrenador de caballos de carreras, pero cuando uno de sus caballos sufre un accidente y él le salva la vida ante la insistencia de su hija Cale, pierde su empleo. Su hija, empeñada en que este caballo les traerá suerte, convence a su padre para cuidar a "Soñadora" hasta su recuperación. Más tarde, el caballo logra ganar la Copa de Criadores...

## Taquilla
Dreamer abrió en segundo lugar en la taquilla detrás del Destino , con $ 9.178.233 ganados para una media de 4.573 dólares desde 2007 cines. En su segundo fin de semana, se llevó a cabo bien con una caída de 33% al cuarto lugar con $ 6.132.856 ganados para una media de 2462 dólares de ser ampliado a 2.491 teatros y levantando su dos semanas un total de 17.374.339 dólares. Se levantó aún mejor en su tercer fin de semana, sólo el deslizamiento del 22% al sexto lugar y $ 4.794.741 para un promedio de 1,832 dólares de ser ampliado a 2.617 cines. En su cuarto fin de semana, una vez más llevó a cabo bien con otro 22% de diapositivas a 3.728.510 dólares y el noveno lugar, para un promedio de 1363 dólares de ser ampliado para su lanzamiento más ancho, 2.735 salas de cine.
La película cierra el 5 de enero de 2006, después de 77 días de exhibición y recaudando 32.751.093 dólares en el país, junto con un adicional de $ 5.990.639 en el extranjero para un total mundial de $ 38.741.732. Producido en un presupuesto de $ 32 millones, la película se considera un tan-tan de película en la taquilla, ya que apenas recuperó su presupuesto.

## Premios
Premios de la Crítica Cinematográfica 2006
| Premio                                | Categoría               | Resultado |
| ------------------------------------- | ----------------------- | --------- |
| Premios de la Crítica Cinematográfica | Mejor Película Familiar | Nominada  |

Premios ESPY 2006
| Premio       | Categoría                | Resultado |
| ------------ | ------------------------ | --------- |
| Premios ESPY | Mejor película deportiva | Nominada  |

Kids' Choice Awards, USA 2006
| Premio              | Categoría                   | Destinatario   | Resultado |
| ------------------- | --------------------------- | -------------- | --------- |
| Kids' Choice Awards | Actriz de película Favorita | Dakota Fanning | Nominada  |

Young Artist Awards 2006
| Premio             | Categoría                                                     | Destinatario   | Resultado |
| ------------------ | ------------------------------------------------------------- | -------------- | --------- |
| Young Artist Award | Mejor película (Comedia o Drama) - Mejor actriz joven - Drama | Dakota Fanning | Ganadora  |